# Rosário da Limeira
Rosário da Limeira est une municipalité brésilienne de l'État du Minas Gerais et de la microrégion de Muriaé.